# 恩德勒茨
恩德勒茨，是匈牙利巴兰尼亚州所辖的一个村。总面积11.33平方公里，总人口377，人口密度33.3人/平方公里（2011年1月1日）。